# Sachsendorf (Aufseß)
Sachsendorf ist ein Gemeindeteil der Gemeinde Aufseß im Landkreis Bayreuth (Oberfranken, Bayern). Die Gemarkung Sachsendorf hat eine Fläche von 5,647 km². Sie ist in 706 Flurstücke aufgeteilt, die eine durchschnittliche Flurstücksfläche von 7999,18 m² haben. In ihr liegt neben dem namensgebenden Ort der Gemeindeteil Hundshof.

## Geografie
Das Dorf Sachsendorf befindet sich etwa dreieinhalb Kilometer nordnordöstlich von Aufseß und liegt auf einer Höhe von 413 Metern.

## Geschichte
Durch die zu Beginn des 19. Jahrhunderts im Königreich Bayern erlassenen Gemeindeedikt wurde der Ort eine Ruralgemeinde, zu der die Einöde Hundshof gehörte. Im Zuge der Gebietsreform in Bayern wurde die Gemeinde Sachsendorf 1971 zunächst nach Neuhaus eingemeindet. 1978 erfolgte dann zusammen mit dieser ehemaligen Gemeinde die Inkorporation in die Gemeinde Aufseß.

## Baudenkmäler
In Sachsendorf steht eine Feldkapelle aus dem 19. Jahrhundert unter Denkmalschutz. Geschützt sind ebenfalls ein ehemaliger Gasthof und ein Wohnhaus in der Schloßstraße, beide im 18. Jahrhundert errichtet.

## Verkehr
Die Staatsstraße 2189 bindet Sachsendorf an das öffentliche Straßennetz an. Sie durchläuft den Ort von Neuhaus im Südwesten her kommend in nordöstlicher Richtung nach Hollfeld.